# Primasi d'Adrumetum
Primasi d'Adrumetum o Primasius Hadrumetanus en llatí fou bisbe d'Adrumetum i primat de Bizacena, una província romana situada a l'actual Tunísia, i un dels participants en la Qüestió dels Tres Capítols.

## Biografia
Se'n coneix poca cosa dels seus primers anys de vida, però el 551 dC, després de ser consagrat bisbe d'Adrumetum, colònia fenícia prop de Cartago, fou cridat juntament amb altres bisbes a Constantinoble i participà en la Qüestió dels Tres Capítols. Compartí la sort del papa Vigili i ajudà a condemnar Theodorus Ascidas, bisbe de Cesarea i líder promotor de la controvèrsia, fugint amb Vigili a Calcedònia.
Es negà a assistir al Concili Ecumènic de Constantinoble en absència del papa i fou l'únic africà a signar la constitució papal dirigida a Justinià.
El seu Comentari a l'Apocalipsi és interessant per als erudits moderns per l'ús que fa del desaparegut Comentari de Ticoni sobre el mateix llibre del Nou Testament.

## Obres
Durant la seva estada a Constantinoble, Primasi estudià l'exegesi dels grecs, però la seva fama es deu principalment al seu Comentari de l'Apocalipsi, obra dividida en cinc llibres de summa importància tant per la seva qualitat de testimoni del text llatí prexipriota de l'Apocalipsi, emprat per l'església nordafricana, com per ajudar a la reconstrucció del comentari llatí més influent sobre l'Apocalipsi, el treball exegètic del donatista Ticoni Afre. Tant el text com l'exegesi d'Apocalipsi XX: 1-XXI es prenen sense atribuir-ho d'Agustí d'Hipona a De Civitate Dei XX, 7-17. El treball de Ticoni fou considerat per Primasi una peça valuosa que només esperava ser revisada i expurgada. Ticoni havia desenvolupat la teoria, creada per Marc Piavoni Victorí, d'examinar les diferents paraules i imatges utilitzades en diferents passatges per transmetre el mateix missatge. Primasi seguí aquest mètode exegètic molt de prop, però diferia de Ticoni en la major part de la interpretació del text on creu Ticoni que l'Apocalipsi ha de ser entès en termes de la lluita dels donatistes contra els falsos germans i gentils. D'especial interès és una carta també d'Agustí al metge Màxim de Thenae, preservada per Primasi en la qual les quatre virtuts cardinals filosòfiques es combinen amb les tres anomenades virtuts teologals per formar-ne set d'una manera que no es troba a cap altre lloc conegut d'Agustí.